# منشی کیم چشه؟
منشی کیم چشه؟ (کره‌ای: 김비서가 왜 그럴까) یک مجموعه تلویزیونی کره جنوبی سال ۲۰۱۸ با بازی پارک سو جون و پارک مین یونگ است. این سریال بر اساس رمانی به همین نام نوشته جونگ کیونگ-یون است که برای اولین بار در سال ۲۰۱۳ منتشر شد، و سپس توسط کاکوپِیج در سال ۲۰۱۵ به وب‌تون تبدیل شد. این مجموعه از ۶ ژوئن تا ۲۶ ژوئیه ۲۰۱۸، روزهای چهارشنبه و پنجشنبه برای ۱۶ قسمت از تی‌وی‌ان پخش شد.

## خلاصهٔ داستان
لی یونگ-جون (پارک سو جون) نائب‌رئیس یک شرکت بزرگ است. دنیای او زمانی متزلزل می‌شود که یک روز، منشی بسیار توانمندش کیم می-سو (پارک مین یونگ)، اعلام می‌کند که پس از ۹ سال کار برای لی یونگ-جون، از سمت خود استعفا می‌دهد. یونگ-جون پس از صحبت با بهترین دوستش که اتفاقاً رئیس هیئت مدیره شرکت او نیز هست، تصمیم می‌گیرد هر کاری که می‌تواند انجام دهد تا مطمئن شود که می-سو در کنارش خواهد ماند.

## بازیگران

### اصلی
- پارک سو جون در نقش لی یونگ-جون / لی سونگ-هیون[۵][۶]
  - مون وو جین در نقش لی سونگ هیون ۹ ساله[۷][الف]

نائب‌رئیس گروه یومیونگ. او مردی خوش‌تیپ و توانا است، اما خودشیفتگی‌اش، کار کردن با او را برای می-سو دشوار می‌کند. یونگ-جون پس از اینکه متوجه شد ممکن است می-سو را از دست بدهد، متوجه احساسات خود نسبت به او شد. وقتی می-سو با برادر یونگ-جون یا با کسی غیر از او است، حسادت او را برانگیخته می‌کند. او در مقطعی از زندگی خود دچار PTSD شد.
- پارک مین یونگ در نقش کیم می-سو[۸][۹]
  - کیم جی-یو در نقش کیم می-سو ۵ ساله

منشی بسیار ماهر که نه سال با یونگ-جون کار کرده‌است. می-سو به زودی پس از اینکه متوجه شد که یونگ-جون بخشی از کودکی او بوده‌است، قلبش را به روی یونگ-جون می‌گشاید.

### مکمل

#### خانواده لی یانگ جون
- لی تائه-هوان در نقش لی سونگ یئون
- بائه گانگ یو در نقش لی سونگ یئون ۱۱ ساله

#### خانواده کیم می سو
بک اون هه در نقش کیم پیل نام که بزرگ‌ترین خواهر می-سو و یک روان‌پزشک است.

#### گروه یومیانگ
کانگ کی یونگ در نقش پارک یو شیک که رئیس گروه یومیانگ است.

## تولید

### توسعه
بسیاری از استایل بصری بازیگران سریال به نشانه‌های نسخه کمیک، از جمله طراحی لباس و اجرای مجدد جلد کمیک برای عکس‌ها و عکس‌های تبلیغاتی درام اشاره کرده‌اند.
نخستین جلسهٔ فیلمنامه خوانی در ۱۰ آوریل ۲۰۱۸ در استودیو دراگون در سانگام-دونگ، سئول، کره جنوبی انجام شد.

### تبلیغات
کنفرانس مطبوعاتی این درام در ۳۰ مه ۲۰۱۸ در میدان تایمز سئول با حضور بازیگران و عوامل اصلی برگزار شد.